# Daniel A. Lomino
Daniel A. Lomino (...) è uno scenografo e direttore artistico statunitense noto per il film La bambola assassina.

## Filmografia

### Cinema
- Parking Paradise (Underground Aces), regia di Robert Butler (1981)
- Chu Chu and the Philly Flash, regia di David Lowell Rich (1981)
- Buddy Buddy, regia di Billy Wilder (1981)
- Christine - La macchina infernale (Christine), regia di John Carpenter (1983)
- Starman, regia di John Carpenter (1984)
- L'aereo più pazzo del mondo 3 (Stewardess School), regia di Ken Blancato (1986)
- Dovevi essere morta (Deadly Friend), regia di Wes Craven (1986)
- Congiure parallele (Backfire), regia di Gilbert Cates (1987)
- Il signore del male (Prince of Darkness), regia di John Carpenter (1987)
- La bambola assassina (Child's Play), regia di Tom Holland (1988)
- I re della spiaggia (Side Out), regia di Peter Israelson (1990)
- Il terrore dalla sesta luna (The Puppet Masters), regia di Stuart Orme (1994)
- Gunfighter's Moon, regia di Larry Ferguson (1995)
- Buddy - Un gorilla per amico (Buddy), regia di Caroline Thompson (1997)
- Confronto finale (The Rage), regia di Sidney J. Furie (1997)
- Posta del cuore (Good Advice), regia di Steve Rash (2001)

### Televisione
- La strada della libertà (Freedom Road), regia di Ján Kadár – film TV (1979)
- Bambini in vendita (Born to Be Sold), regia di Burt Brinckerhoff – film TV (1981)
- Glendora (The Quest) – serie TV, episodio 1x01 (1982)
- Concrete Beat, regia di Robert Butler – film TV (1984)
- Camp Cucamonga, regia di Roger Duchowny – film TV (1990)
- Eddie Dodd – serie TV, 6 episodi (1991)
- L'amico dei miei sogni (Day-O), regia di Michael Schultz – film TV (1992)
- Miracolo a Clements Pond (Miracle Child), regia di Michael Pressman – film TV (1993)
- Body Bags - Corpi estranei (Body Bags), regia di John Carpenter, Tobe Hooper e Larry Sulkis – film TV (1993)
- Hunter - Giustizia a Los Angeles (The Return of Hunter), regia di Bradford May – film TV (1995)
- La mia vita per una vita (A Case for Life), regia di Eric Laneuville – film TV (1996)
- The Making of a Hollywood Madam, regia di Michael Switzer – film TV (1996)
- Sete (Thirst), regia di Bill Norton – film TV (1998)
- Get Real – serie TV (1999)
- Cupid – serie TV, 14 episodi (1998-1999)
- Wall to Wall Records, regia di Joshua Brand – film TV (2000)
- Baywatch – serie TV, 4 episodi (2000)
- Dead Last – serie TV (2001)
- Una mamma per amica (Gilmore Girls) – serie TV, episodi 2x01-2x02 (2001)
- Joan of Arcadia – serie TV (2003)